# Exochus kuslitzkyi
Exochus kuslitzkyi là một loài tò vò trong họ Ichneumonidae.